# Valerie Holsboer

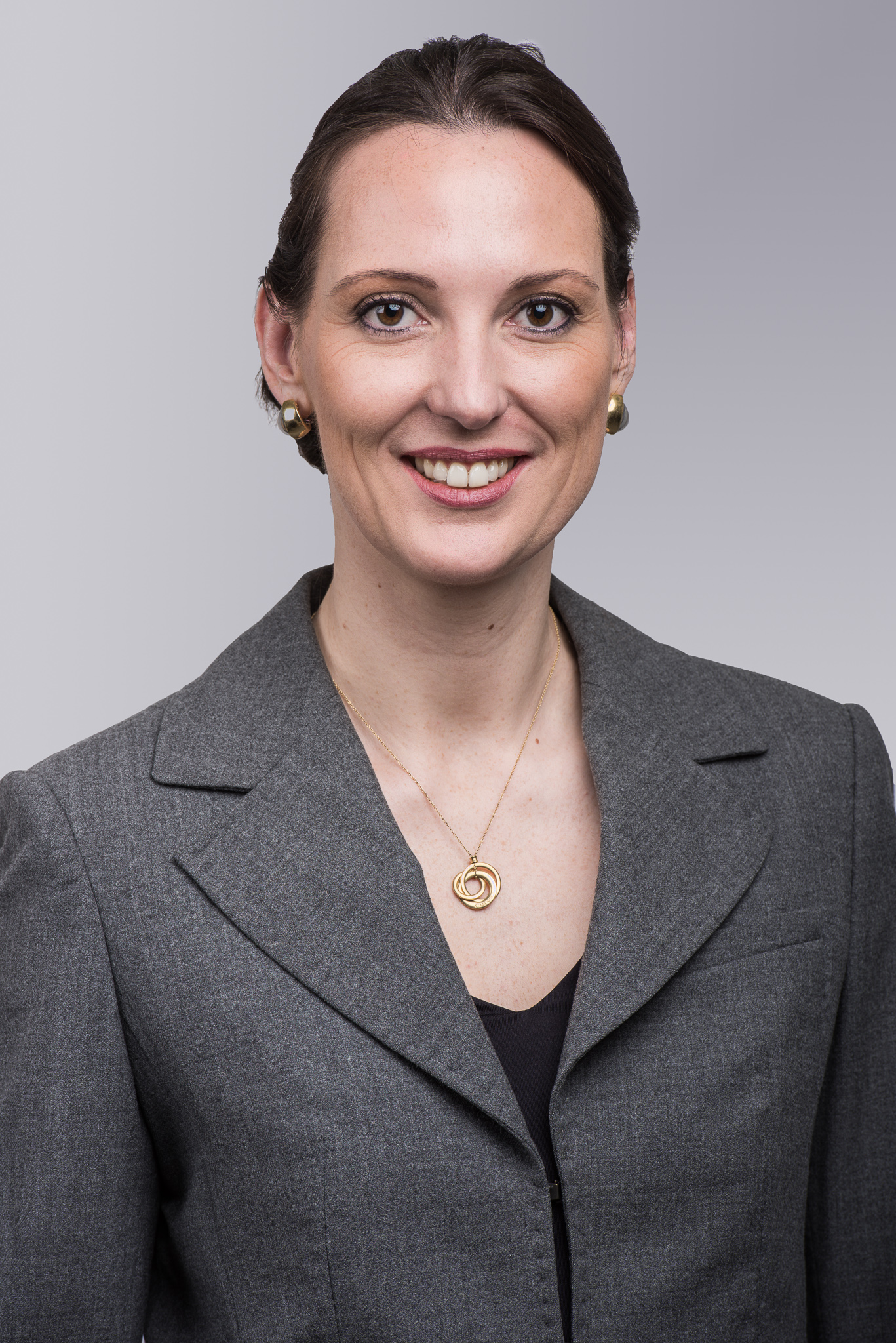
Valerie Holsboer (2017)

Valerie Holsboer (* 2. Januar 1977 als Valerie Naumann in München) ist eine deutsche Juristin und Verbandsfunktionärin. Von April 2017 bis September 2019 war sie Mitglied des Vorstandes der Bundesagentur für Arbeit in Nürnberg und in dieser Position  verantwortlich für die Geschäftsbereiche Controlling und Finanzen sowie Personal.

## Leben
Valerie Holsboer studierte von 1996 bis 2001 Rechtswissenschaften an der Ludwig-Maximilians-Universität in München. Das Referendariat absolvierte sie in der Zeit von 2001 bis 2003 beim Oberlandesgericht München.
Ab Mai 2003 bis August 2007 war Holsboer in der Rechtsabteilung des Arbeitgeberverbandes der Versicherungsunternehmen in Deutschland (AGV) tätig. Ab März 2007 folgte die Bestellung zur stellvertretenden Geschäftsführerin des AGV.
Als Hauptgeschäftsführerin des Bundesverbandes der Systemgastronomie (BdS) war Valerie Holsboer in der Zeit von August 2007 bis 31. März 2017 tätig. Ab 2012 bis 31. März 2017 war sie zusätzlich in der Funktion als Hauptgeschäftsführerin der Arbeitgebervereinigung Nahrung und Genuss (ANG) tätig. Im September 2015 koordinierte sie die Verhandlungen zur Selbstverpflichtung der Deutschen Fleischwirtschaft mit dem Bundeswirtschaftsministerium.
In der Verwaltungsratssitzung am 12. Juli 2019 wurde Holsboer vom Verwaltungsrat der Bundesagentur für Arbeit (BA) auf Betreiben des Arbeitgebervertreters Peter Clever mit der notwendigen Zweidrittelmehrheit als Vorstandsmitglied abgewählt. Der Beschluss des Verwaltungsrates musste von der Bundesregierung bestätigt werden. Mit Übergabe der Entlassungsurkunde am 12. September 2019 schied Holsboer aus dem Amt aus. Die Abwahl eines Vorstandsmitglieds gab es in der Geschichte der Bundesagentur für Arbeit mit der Abwahl Florian Gersters zuvor nur ein weiteres Mal. Als Konsequenz aus dem Machtkampf trat auch Peter Clever am 16. Juli 2019 von seiner Funktion als Verwaltungsratsmitglied zurück.

## Engagement
Von April 2014 bis März 2018 war sie ehrenamtliche Richterin am Bundesarbeitsgericht. Diese endete durch Ablauf der Berufung. Zuvor war sie 10 Jahre ehrenamtliche Richterin am Arbeitsgericht München. Von 2015 bis Oktober 2016 war sie alternierende Vorsitzende der Mitgliederversammlung der Bundesarbeitsgemeinschaft für Rehabilitation (BAR). Dem Verwaltungsrat der Bundesagentur für Arbeit (BA) gehörte sie von Juni 2010 bis Oktober 2016 an.
Mit ihrer Ernennung am 1. April 2017 in den Vorstand der Bundesagentur für Arbeit beendete sie ihre Tätigkeiten als ehrenamtliche Richterin am Sozialgericht München und ihre seit 2013 bestehende Mitgliedschaft im Tarifausschuss des Bundesarbeitsministeriums.
Seit 2014 war Holsboer Mitglied der Mindestlohnkommission des Bundesarbeitsministeriums und alternierende Vorsitzende der Vertreterversammlung und Bundesvertreterversammlung der Deutschen Rentenversicherung Bund. Beide Funktionen endeten ebenfalls zum April 2017. Im Stiftungsrat der McDonald’s Kinderhilfe Stiftung ist sie Mitglied und war zuletzt bis April 2017 deren Ombudsfrau.
Von 7. Juni 2019 bis November 2019 war Holsboer Mitglied im DGFP-Vorstand.

## Auszeichnung
- „Top 40 unter 40“ im Bereich Staat und Gesellschaft der Zeitschrift Capital 2016
- „Die 40 führenden HR-Köpfe“ im Bereich führende HR-Manager der Zeitschrift Haufe Personalmagazin 2019[18]

## Privates
Holsboer war mit Florian Holsboer verheiratet, mit dem sie eine gemeinsame Tochter hat. Im Jahr 2023 ließ sich das Paar scheiden.